# Хамм-Херринген
Хамм-Херринген (нем. Hamm-Herringen) — административный округ города Хамм в Северном Рейне-Вестфалии (Германия). Численность населения составляет 20 118 человек, что соответствует плотности населения 1 039 человек на км².

## Географическое положение
Херринген расположен к югу от Липпе, в самом сердце региона Вестфалия, на высоте 56,99 м над уровнем моря. Координаты ♁51° 39′ 6.5″ с.ш., 7° 44′ 31.4″ в.д. относятся к рыночной площади и расположенной на ней приходской церкви. Район граничит с Хамм-Митте на востоке, с Пелкумом на юге, с городами Бергкамен и Верне (оба в районе Унна) на западе и с городами Верне и Бокум-Хёфель на севере. Из-за добычи полезных ископаемых уровень земли во многих районах, включая населенные пункты, ниже, чем у канала Даттельн-Хамм и Липпе.

## История
Херринген впервые упоминается в документе, датированном 6 августа 1032 года. В нем приход Херринген передается аббатству Дойц, которое сейчас является районом Кёльна. Однако место и фундамент церкви существовали по крайней мере с IX века. В XIX веке бывшее сельскохозяйственное поселение превратилось в промышленный город на восточной окраине Рурской области. Открытие месторождений угля привело к основанию шахт Вендель/Генрих-Роберт (ныне Bergwerk Ost) в 1901 году; Однако 30 сентября 2010 года деятельность по добыче угля была прекращена. В результате численность населения увеличилась, а структура поселения стала более городской. На 6 июня 1961 года (день переписи) в муниципалитете проживало 14 769 человек. Они проживали на площади 10,31 км². Однако 1 января 1968 года Херринген был объединён с Пелкумом, образовав новый муниципалитет Пелкум в соответствии с разделом 3 Закона о реорганизации округа Унна. В результате муниципальной реформы от 1 января 1975 года (§ 44 Закона Мюнстера/Хамма) он был включен в состав города Хамм, в результате чего Херринген снова был отделен от Пелкума как городской округ.

## Политика

### Герб
На гербе на золотисто-красном фоне сверху вниз изображен символ лордов Херринген, затем инструменты шахтеров и символ поместья Изенбек, которое располагалось на территории коммуны.

## Достопримечательности
- Бергверк Ост (Bergwerk Ost) и терриконы Киссингер Хёэ (Kissinger Höhe) — популярные места для экскурсий в регионе. Однако большая часть бывшего шлакового отвала расположена в районе Пелкум. В будущем бывшее горнорудное предприятие Bergwerk Ost будет преобразовано в различные зоны, такие как творческий квартал, а также планируется строительство амфитеатра.
- Большая часть парка Липпе на сегодняшний день находится на месте бывших сооружений шахты Франца.
- Также стоит посетить церковь Святых Петра и Павла и церковь Святого Виктора, являющихся памятниками архитектуры.

## Экономика

### Транспорт
Херринген соединен с федеральным автобаном А1 через развязку Хамм/Бергкамен; Выезд на федеральный автобан А2 осуществляется через перекресток Каменер-Кройц или Бёнен. Ближайшие железнодорожные станции — главный вокзал Хамма или остановочный пункт Нордбёгге (Nordbögge) на железнодорожной линии Дортмунд–Хамм. Связь с сетью водных путей обеспечивает канал Даттельн-Хамм.

## Религия

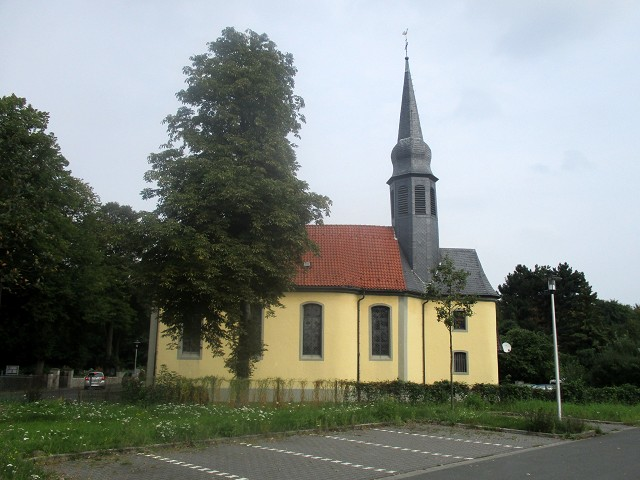
Петро-Павловская церковь

В целом, около 30% жителей Херрингена являются протестантами или католиками. Среди протестантских жителей Херрингена, который относился к графству Марк, традиционно были как лютеране, так и реформатские христиане. Однако после Прусской унии 1817 года эти различия стали размытыми.
К крупным церковным зданиям относятся протестантская церковь «Св. Виктор» на площади Херрингер Маркт, а также католические церковь Св. Креста около рыночной площади и часовня Святых Петра и Павла в Нордхеррингене. До 2007 года протестантские общины в Херрингене и Вестенхайде (Апостольская церковь) в течение нескольких лет были объединены в общину «Св. Виктор".
Кроме того, некоторые жители Херрингена являются членами свободных церквей или, особенно поздние репатрианты из бывшего Советского Союза, баптистами. Для них рядом с Киссингер-Хёэ был построен большой современный общественный центр. Небольшой зал Евангелической свободной церкви находится на улице Фриц-Хуземанн-штрассе.
В связи с военными действиями между Украиной и Россией в округе появилось значительное количество православных христиан.
До 2005 года на Беверкрамерштрассе находилась Новоапостольская церковь, которая сейчас используется по другому назначению.
Из-за большого количества бывших гастарбайтеров из Турции и Марокко еще 30% граждан являются мусульманами. Самая известная мечеть находится на Дортмундерштрассе, за которой строится новая большая мечеть.
Существуют протестантское и католическое кладбище. Для представителей других конфессий или людей, не принадлежащих к какой-либо конфессии, было построено парковое кладбище в Киссингер-Хёэ и муниципальное кладбище в Нордхеррингене.